# Chrysopsis highlandsensis
Chrysopsis highlandsensis là một loài thực vật có hoa trong họ Cúc. Loài này được DeLaney & Wunderlin mô tả khoa học đầu tiên năm 2002.